# Acalypha indica
Acalypha indica (укр. Міднолист індійський, акаліфа індійська) — вид рослин родини молочайні.

## Назва
Через схожісь на європейські види отримала багато назви в англійській мові «переліска індійська» (англ. Indian Mercury), «кропива індійська» (англ. Indian Nettle). У мові тамілів (там. பூனமயக்கி) та малайській (малай. Pokok Kucing Galak) назва трави відсилає до її наркотичного впливу на котів і перекладається як «дерево збудженого кота».

## Будова
Однорічна трав'яниста рослина до 75 см висотою. Має багато стебел, що вкриті м'якими волосинами та яйцеподібні гладкі листя. Квіти з'являються на довгих квітконіжках. Плоди маленькі, вкриті волосинками, містять світло-коричневе насіння.

## Поширення та середовище існування
Зростає у тропіках Азії та Африки. Росте обабіч доріг, на берегах річок.

## Практичне використання
Використовується у традиційній медицині.

## Цікаві факти
Рослина має наркотичний вплив на котів. По ефекту дія рослини схожа на Nepeta cataria, але вплив проявляється сильніше.

## Галерея

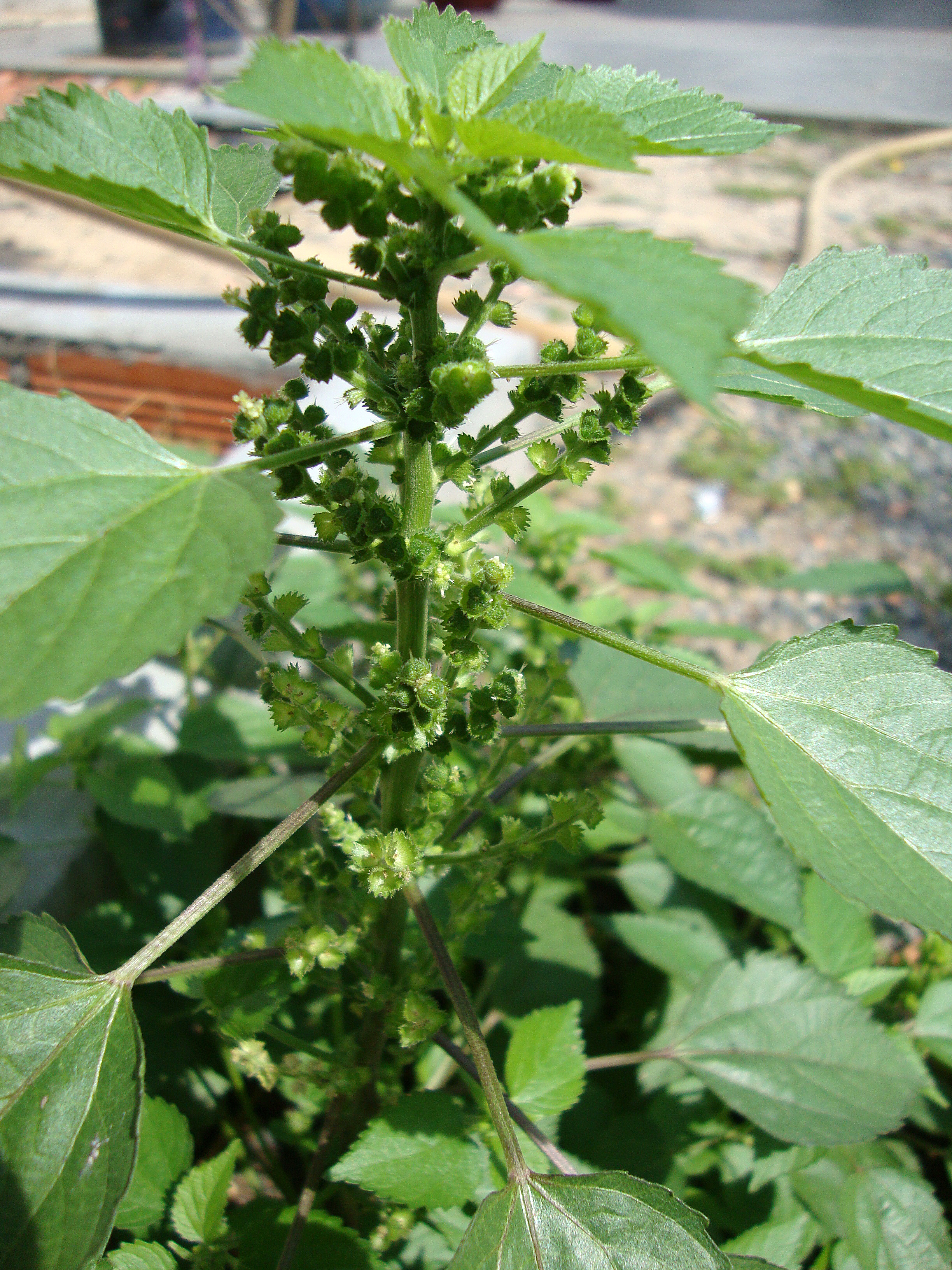
Зовнішній вигляд
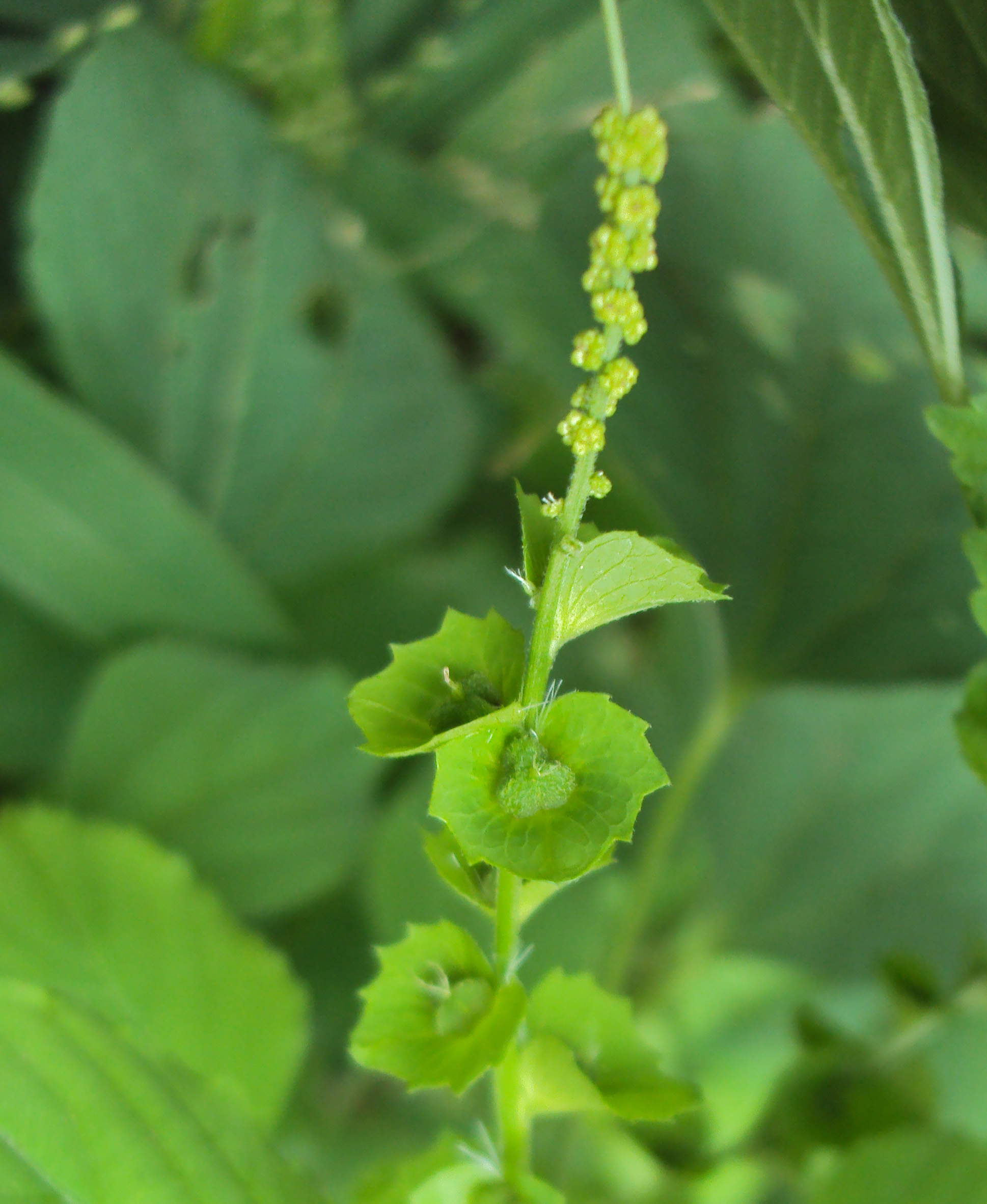
Суцвіття
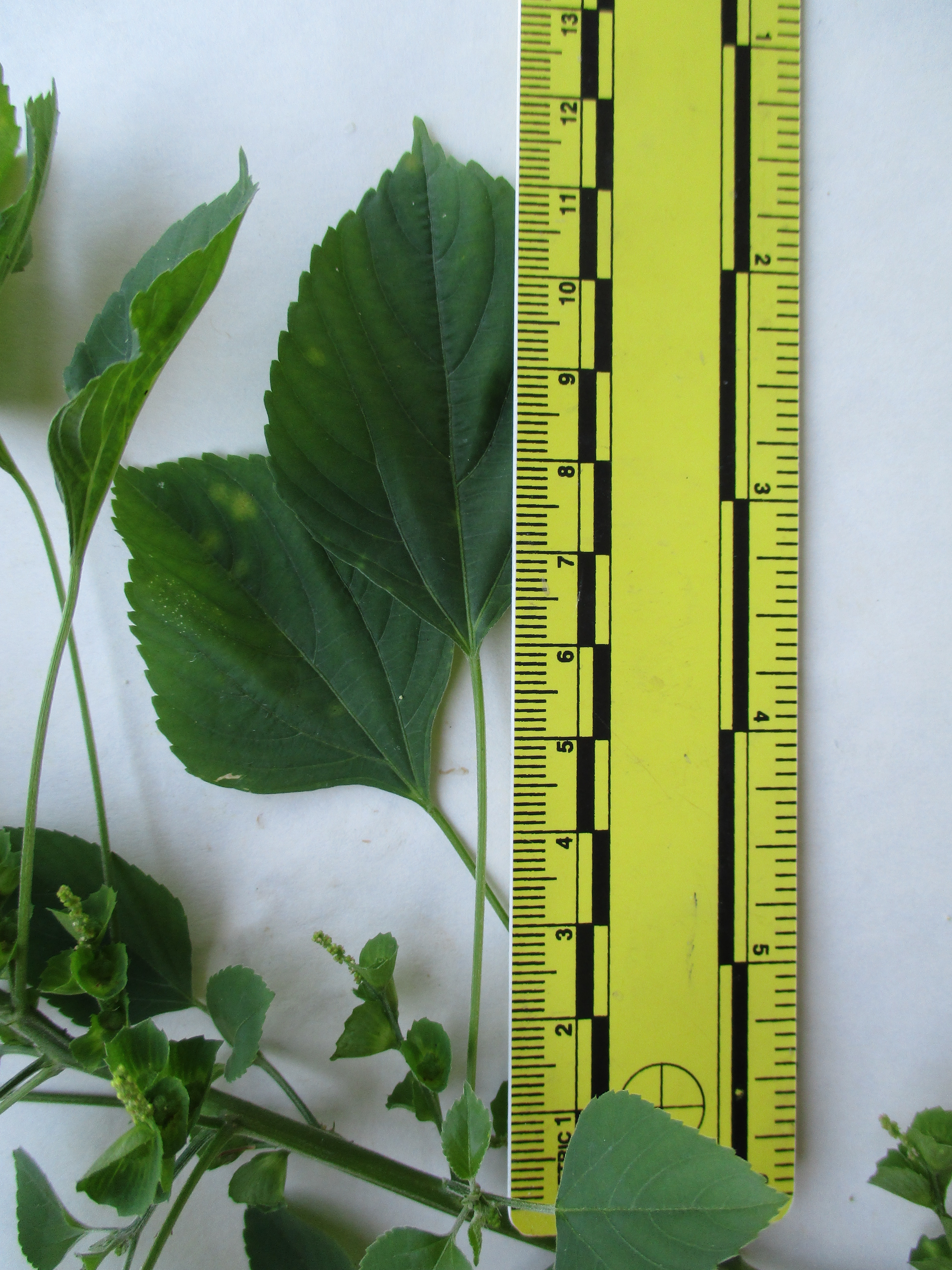
Листя